# Mystica (personaggio)
Mystica (Mystique), il cui vero nome è Raven Darkhölme, è un personaggio dei fumetti statunitensi creato da Chris Claremont (testi) e Jim Mooney (disegni) nel 1978, pubblicato dalla Marvel Comics. La sua prima apparizione è in Ms. Marvel n. 16. Inizialmente agguerrita e letale nemica degli X-Men (soprattutto dei suoi figli: Nightcrawler e Rogue) si è in seguito evoluta prima come antieroina e poi come un personaggio devoto al bene, al fianco degli stessi X-Men.

## Biografia del personaggio
È un personaggio complesso, misterioso e ambiguo, soprattutto opportunista, che fa parte dell'universo narrativo degli X-Men in quanto mutante mutaforma. Nel corso della sua vita ha utilizzato numerosi pseudonimi: Raven Darkhölme, Foxx, Helmut Stein, Mallory Brickman, B. Byron Biggs, Surge, Ronnie Lake, Holt Adler, Leni Zauber e Raven Wagner.
Fu vista per la prima volta come nuovo capo della Confraternita dei mutanti malvagi, e riuscì anche ad infiltrarsi tra gli X-Men. Appare molte volte come mercenaria al seguito del perfido Magneto e anche come avventuriera, terrorista, spia, modella e giornalista. Il suo luogo di nascita è sconosciuto, sebbene in genere si ritenga originaria degli Stati Uniti.
In passato ebbe una relazione con il mutante dall'apparenza demoniaca Azazel, da cui nacque Nightcrawler che Mystica abbandonò su un fiume per poi seguirlo e vederlo prendere da Margali Szardos; un'altra relazione importante che ha avuto è quella con Sabretooth, da cui ebbe anche un figlio, Graydon Creed. Ha avuto molte altre relazioni, fra cui quelle con Uomo Ghiaccio, Fantomex e Destiny. Inoltre ha adottato Rogue, che sembrerebbe la figlia a cui tiene di più. Ha anche una nipote, la figlia di Nightcrawler, Nocturne.
Ultimamente ha eseguito delle missioni per Charles Xavier in cambio della sua libertà assieme a Forge e Shortpack. Subito dopo ha messo alla prova la relazione di Rogue con Gambit, proponendole di lasciarlo e di stare con Pulse (un mutante capace di annullare i poteri di Rogue). A causa sua Gambit è stato traviato da Apocalisse ed è ridiventato un assassino.

### House of M
In House of M Mystica è una agente S.H.I.E.L.D. agli ordini di Wolverine; inoltre ha anche una relazione con quest'ultimo, pronta ad assumere le sembianze di altre donne (compresa Jean Grey) per realizzare le fantasie del suo amante.

### Utopia
Durante Utopia, Emma Frost scopre che il professor Xavier apparso al fianco di Norman durante le precedenti interviste altri non è che Mystica ora al soldo del governo grazie ad un particolare dispositivo correttivo capace di trasformarla in una bomba umana al minimo segno di tradimento.
In seguito, fuggita a Norman acquista Madripoor dall'HYDRA, e la governa con la Mano (Sabretooth, Silver Samurai e Lord Deathstrike) facendone un rifugio per mutanti. Si scopre che ottiene denaro vendendo Ormone di crescita mutante al mercato nero, ottenuto dal DNA di Dazzler, che tiene prigioniera e a cui si sostituisce.

### Battaglia dell'atomo
Nella Battaglia dell'Atomo si scopre che Mystica ha avuto una relazione con Wolverine, da cui nacque Raze, membro della Confraternita dei Mutanti del futuro. Raze ha praticamente i poteri dei genitori fusi insieme. Mystica ha anche avuto una relazione con Charles Xavier da cui è nato Charles Xavier Jr., altro membro della Confraternita del Futuro.

### Original Sin
Mentre impersonava Dazzler, Deadpool venne a chiedergli aiuto per sconfiggere dei vampiri, visto che Dazzler (che poco tempo dopo verrà salvata da Magneto, venendo scoperta) può generare luce, ma Raven rifiuta non avendo quel potere. In seguito si scopre che il figlio avuto da Xavier, che ha dato in adozione, è stato concepito in una relazione matrimoniale che era ancora in atto alla morte di Xavier.

## Poteri e abilità
Mystica è una mutaforma mutante che può alterare al solo pensiero la formazione delle sue cellule biologiche a volontà per cambiare il suo aspetto. Ha il potere di spostare gli atomi del proprio corpo per trasformarlo completamente assumendo la forma di altri umani e animali. Il suo controllo è così preciso che può duplicare con precisione la retina dell'occhio, il palmo della mano e le corde vocali della persona di cui assume le sembianze. Può aumentare il proprio volume ma non la massa, perciò il suo peso rimane sempre lo stesso. In origine, è stato chiaramente affermato che i poteri di Mystica erano limitati solo alle apparenze; non poteva assumere i poteri delle persone in cui si era trasformata o alterare il suo corpo per adattarsi alle diverse situazioni. Inoltre non poteva cambiare la sua massa corporea complessiva quando assumeva l'aspetto di una persona più grande o più piccola, ma a causa di successivi miglioramenti ha affermato che la sua massa corporea non è fissa e può cambiare quando lo fa.
Il suo corpo non si limita alle apparenze puramente organiche: ha anche la capacità di creare l'aspetto di vestiti e altri materiali dal proprio corpo, inclusi oggetti come occhiali, cerniere, carte d'identità, borse e persino provette. Mystica viene mostrata in almeno un caso mentre trasforma una parte metallica del suo costume in una pistola blaster funzionante. Non è chiaro se questa sia una funzione dei suoi poteri o del costume stesso.
I suoi poteri metamorfici le permettono anche di ritardare l'invecchiamento. Ha sempre avuto questa abilità ancor prima del suo potenziamento; è stata dichiarata avere più di 100 anni. È anche in grado di sviluppare resistenza alle droghe e ai veleni. I suoi poteri le garantiscono l'immunità alle malattie, una maggiore agilità e forza e l'assenza di età.
La natura di Mystica le consente di riparare le ferite e rigenerarsi dalle lesioni (da lievi a quasi mortali) in un breve lasso di tempo, molto più rapidamente di un normale umano. È in grado di mantenere una forma imitata anche quando viene drogata o ha perso conoscenza.
Intellettualmente dotata, Mystica è un'astuta stratega in operazioni terroristiche e di commando e abile nelle arti marziali e nella tecnologia dell'informazione. Ha un talento per trovare, rubare e comprendere armi all'avanguardia. È un'attrice di talento e poliglotta, parla fluentemente più di quattordici lingue (ha dichiarato di conoscere almeno undici lingue; oltre al presumibilmente nativo tedesco e inglese, ha dimostrato scioltezza in spagnolo, portoghese, francese, coreano, svedese e ceco). La sua mente è naturalmente illeggibile a causa del cambiamento della materia grigia e indossa dispositivi per prevenire l'intrusione telepatica. Inoltre, con oltre un secolo di esperienza nel posare come altre persone, ha acquisito l'insolita abilità di essere in grado di identificare le persone che si atteggiano ad altre in base al linguaggio del corpo e ai cambiamenti nei segnali comportamentali.
Inoltre, è un'eccellente combattente nel corpo a corpo, tanto da tener testa in uno scontro ravvicinato a Wolverine e Ciclope. Le sue abilità competono con quelle di Vedova Nera e Capitan America. È anche esperta nel tiro di precisione a medio raggio e fa spesso uso di pistole automatiche.
Avendo vissuto per almeno un secolo, Mystica ha accumulato notevoli risorse, uno dei suoi alias è il miliardario B. Byron Biggs che possiede una serie di rifugi in tutto il mondo che sono spesso protetti da sofisticati sistemi di sicurezza. Controlla anche una varietà di armi e gadget, tra cui il Changeling, una nave stealth altamente avanzata in grado di nascondersi e volare ad altissima velocità. La nave aveva armi e sistemi di sorveglianza sofisticati, con un computer di analisi a bordo e celle di contenimento a soppressione di potenza.

## Altre versioni

### Ultimate
La sua controparte dell'universo Ultimate è sostanzialmente identica all'originale. Non si è ancora accennato all'adozione di Rogue e al fatto che Nightcrawler sia suo figlio. Ha avuto anche qui una relazione con il Professor X.

## Altri media

### Cartoni animati
Il personaggio è apparso nelle seguenti serie animate, spesso col ruolo d'antagonista:
- Insuperabili X-Men del 1992, doppiata in italiano da Patrizia Salmoiraghi[10]. In questa serie è apparsa per la prima volta come serva di Apocalisse. Viene chiamata sia Mystica, che Mystique (nell'episodio Legami di sangue).
- X-Men: Evolution, doppiata in italiano da Giulia Franzoso[11].
- Wolverine e gli X-Men
- Avengers - I più potenti eroi della Terra
- Super Hero Squad Show
- Disk Wars: Avengers

### Cinema

#### Serie di filmX-Men
Il personaggio è interpretato dall'attrice Rebecca Romijn da adulta mentre Jennifer Lawrence la interpreta da adolescente nella saga prequel. In questi film, a differenza del fumetto, la cute di Mystica appare squamosa; la mutante è inoltre completamente nuda (le regioni mammaria e pubica rimangono comunque celate dall'epitelio riccamente cheratinizzato). Mystica non fa nemmeno uso di pistole automatiche, come nel fumetto, prediligendo uno stile di lotta felino e abilità da contorsionista. L'atteggiamento da femme fatale e la crudeltà che caratterizzano il personaggio fumettistico nei film sono stati ridotti poiché è capace di dolcezza e empatia emotiva, dimostra anche un'indubbia fedeltà a Magneto e in seguito anche al Professor X, Wolverine, Quicksilver e agli altri X-Men.
È nata una teoria secondo cui (come nei fumetti) Mystica avrebbe avuto una relazione con il mutante Azazel, dalla quale sarebbe nato Kurt Wagner/Nightcrawler. L'affetto provato per il mutante in X-Men - Apocalisse potrebbe essere una conferma, come la disperazione di Mystica nel vedere la foto di Azazel morto (nel film precedente).
Mystica compare in:
- X-Men (2000)[12]
- X-Men 2 (X2, 2003)[13]
- X-Men - Conflitto finale (X-Men: The Last Stand, 2006)[13]
- X-Men - L'inizio (X-Men: First Class, 2011)[14]
- X-Men - Giorni di un futuro passato (X-Men: Days of Future Past, 2014)[15]
- X-Men - Apocalisse (X-Men: Apocalypse, 2016)[15]
- X-Men: Dark Phoenix (Dark Phoenix, 2019)[15]

#### Marvel Cinematic Universe
- Avengers: Doomsday (2026)

### Videogiochi
Il personaggio appare nei seguenti videogiochi:
- X-Men: Madness in Murderworld
- X-Men II: The Fall of the Mutants
- X-Men
- X-Men: Mutant Wars
- X-Men: Mutant Academy
- X-Men: Mutant Academy 2
- X-Men: Next Dimension
- X-Men Legends
- X-Men Legends II: L'Era di Apocalisse
- Marvel: La Grande Alleanza
- X-Men: The Last Stand - Mind Maze
- LittleBigPlanet
- X-Men le origini - Wolverine
- Marvel Super Hero Squad
- X-Men: Destiny
- Marvel vs. Capcom 3: Fate of Two Worlds
- Marvel: Avengers Alliance
- Wolverine: Mutant Armageddon
- LEGO Marvel Super Heroes
- Marvel Puzzle Quest
- Marvel Future Fight
- Fortnite Battle Royale
- Marvel Strike Force
- Marvel: La Grande Alleanza 3: L'Ordine Nero
- Marvel Duel